# Бутия волосистопокровная
Бутия волосистопокровная (лат. Butia eriospatha) — небольшой вид пальм рода Бутия (Butia) семейства Пальмовые (Arecaceae). Эндемик высокогорий Южного региона Бразилии. Butia eriospatha похожа на B. odorata, но последнюю легко отличить от этого вида по отчётливым участкам, которые густо покрыты пушистыми волосками ржавого цвета.

## Таксономия и этимология
В 1970 году Сидней Фредрик Глассман переместил этот вид вместе со всеми другими Butia в Сиагрус (Syagrus), но в 1979 году передумал и переместил его обратно.
Видовой эпитет eriospatha происходит от древнегреческого ἔριον, что означает «шерсть», и латинского spatha, что означает «покрывало».

## Описание
Пальма с одиночным стволом. Ствол иногда наклонён в сторону, а иногда может быть подземным. Листья — перистые, количеством от 20 до 22, изогнуты вниз к стволу и имеют черешок с зубцами по краям; стержень листа имеет длину 150—220 см. Разветвлённое соцветие развивается в деревянистом покрывале длиной 115—135 см, покрытом густым мохнатым опушением. Пестичные (женские) цветки 5-9 мм. Плод — шаровидный. Как и у всех изученных видов Бутии, у этого вида пыльцевые зёрна относительно крупнее, чем у других родов пальм, представленных в штате Риу-Гранди-ду-Сул, Бразилия. Зёрна двусторонне-симметричные, вытянуто-сфероидные, монобороздчатые, с грушевидным концом. Поверхность покрыта мелкими сетчатыми узорами размером 2 мкм.

## Распространение
Эндемик Бразилии. Основная часть популяции находится на возвышенностях в восточных приграничных регионах между штатами Санта-Катарина и Риу-Гранди-ду-Сул, окружённых разбросанными субпопуляциями в юго-восточной прибрежной части высокого плато штатов Парана, Риу-Гранди-ду-Сул и Санта-Катарина. Натурализованная популяция в районе северной провинции Мисьонес (Аргентина) была зарегистрирована в 2008 году.

## Местообитание и биология

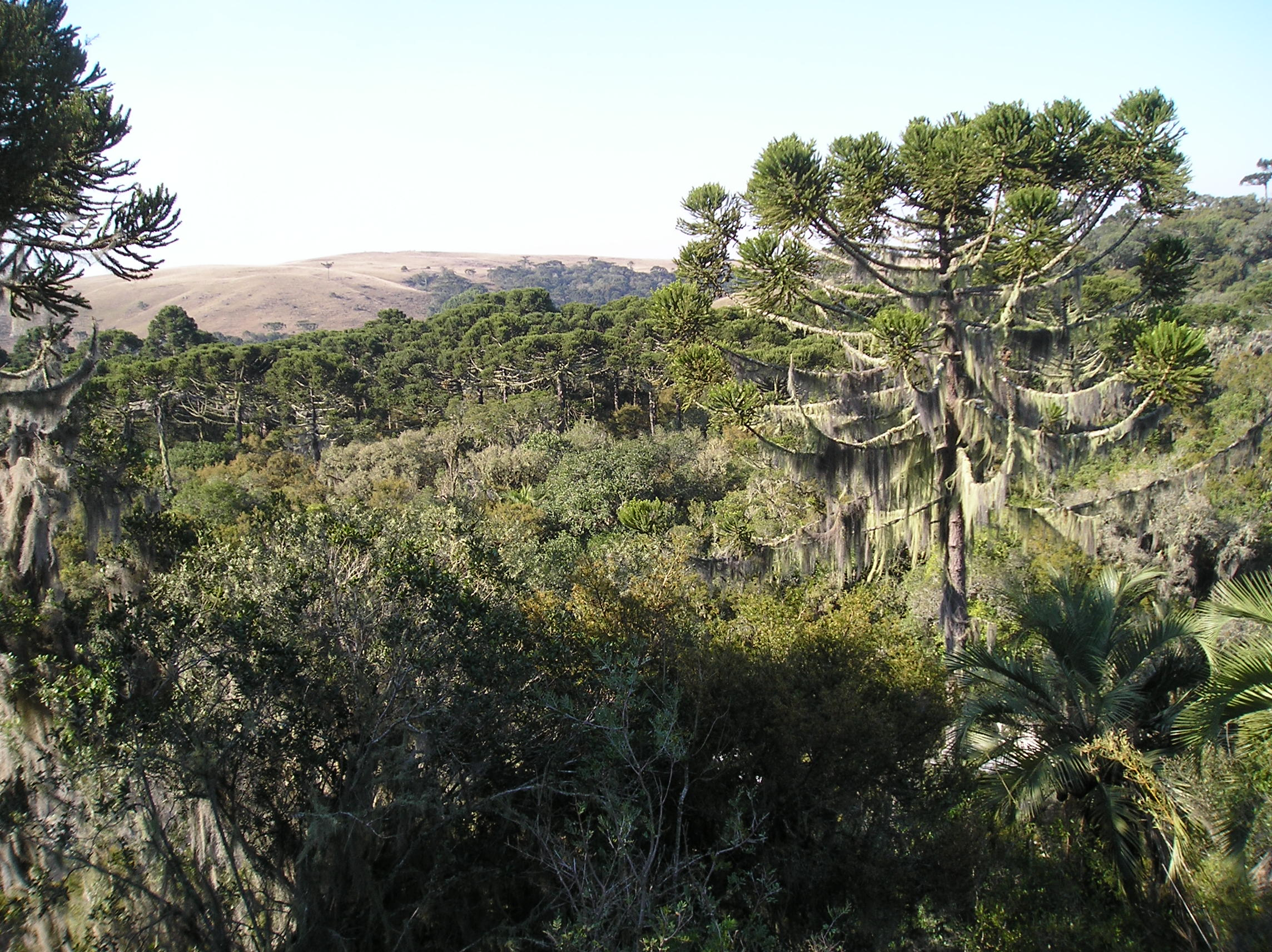
В араукариевом лесу (Национальный парк Таиньяс)

Растёт в биоме атлантических дождевых лесов на плато на больших высотах, между 700 и 1200 м над уровнем моря, где он в основном встречается на лугах, часто объединённых в обширные, густые, почти монокультурные пальмовые рощи, но выше в горах также иногда в открытых араукариевых лесах.
Гусеницы бабочек Brassolis astyra ssp. astyra и B. sophorae питаются этой пальмой в Санта-Катарине. Opsiphanes invirae, либо подвид remoliatus, также был зарегистрирован как питающийся этой пальмой. Гусеницы индонезийской бабочки Cephrenes augiades ssp. augiades также могут питаться листьями этой пальмы.

## Использование
Продукты, полученные из пальмы, используются в основном локально и не продаются широко. Мякоть плодов используется в качестве основы для приготовления напитков. Из пальмы делают вино, а также соки, желе и джемы. Когда-то с этой пальмы собирали волокна, которые использовались для изготовления матрасов. С этой целью в 1950-х годах в Бразилии были посажены плантации этой пальмы.

## Культивирование
Эта бутия выращивается в Европе как декоративное растение. Она часто используется в умеренном климате как выносливая пальма из-за своего экзотического вида. Иногда его выращивают как декоративное растение в Бразилии и Аргентине.

## Охранный статус
Этот вид широко культивируется, но эта бутия была внесена в список как «находящаяся под угрозой исчезновения» правительством штата Риу-Гранди-ду-Сул в 2014 году, поскольку считается, что популяция сократилась более чем на 50 % по крайней мере за последние 100 лет. В 2012 году Национальный центр сохранения флоры оценил статус сохранения для Бразилии как «уязвимый».

## Галерея

Butia eriospatha
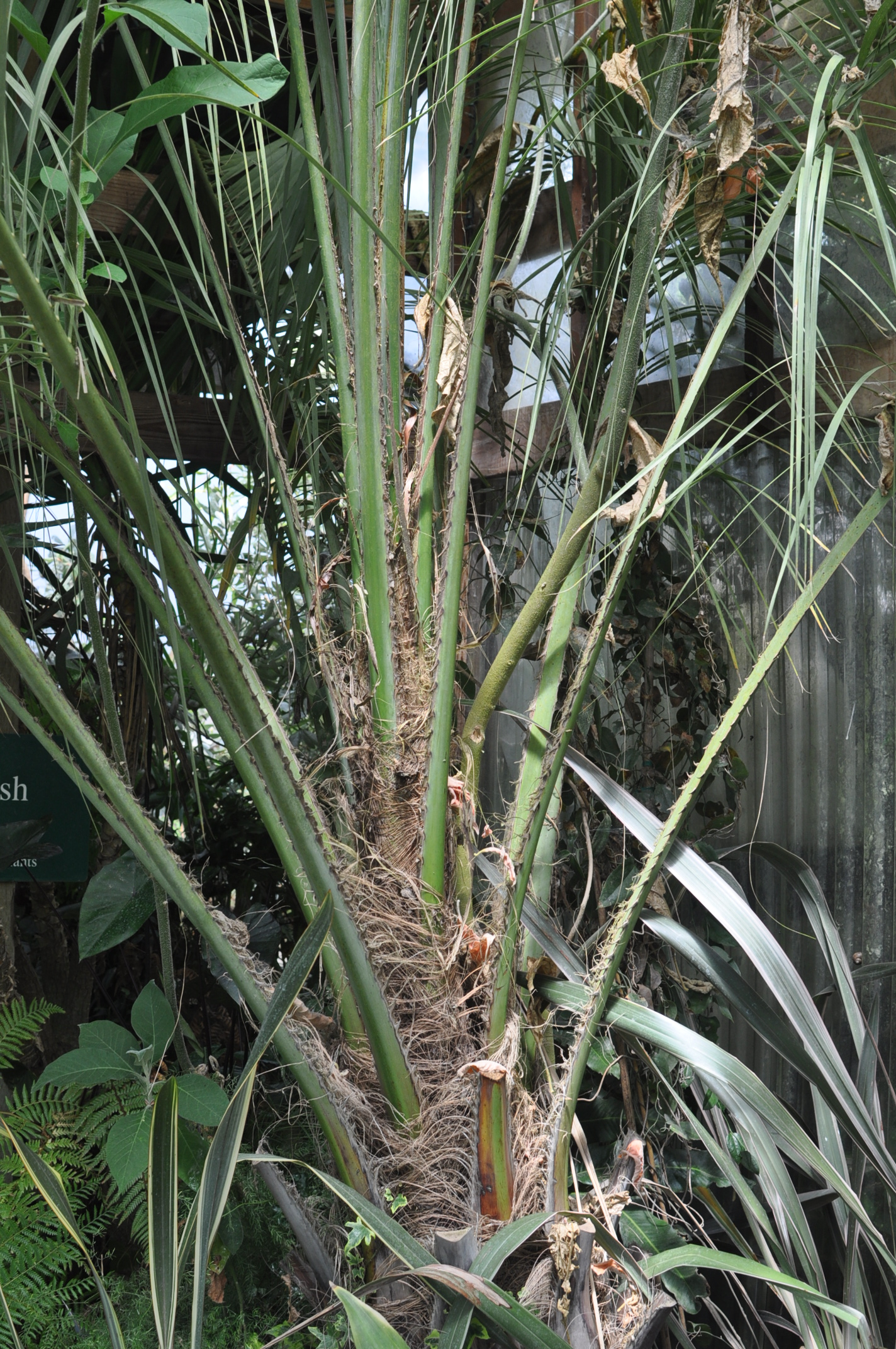
Ствол с зубчатыми черешками.
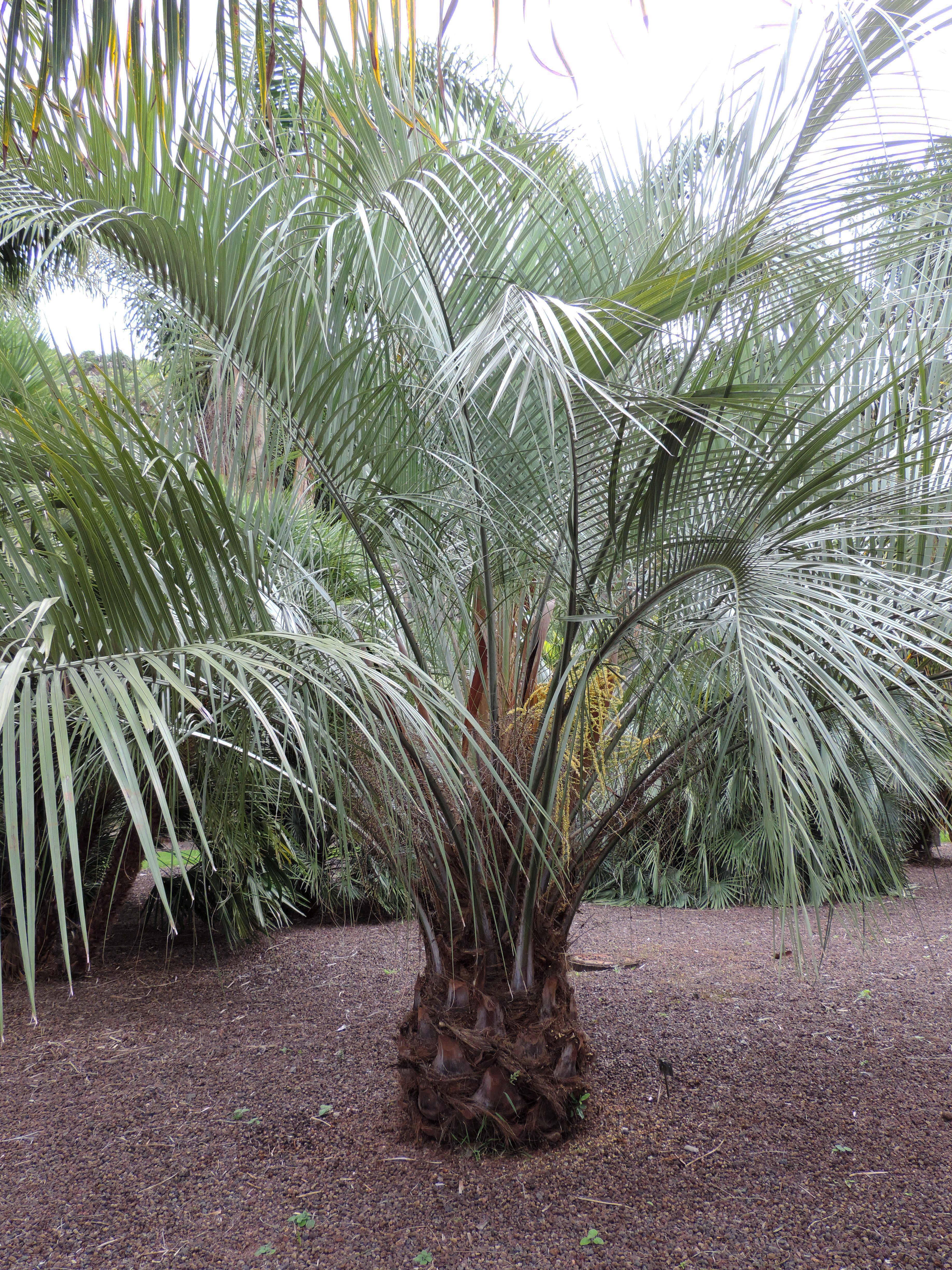
Молодя пальма
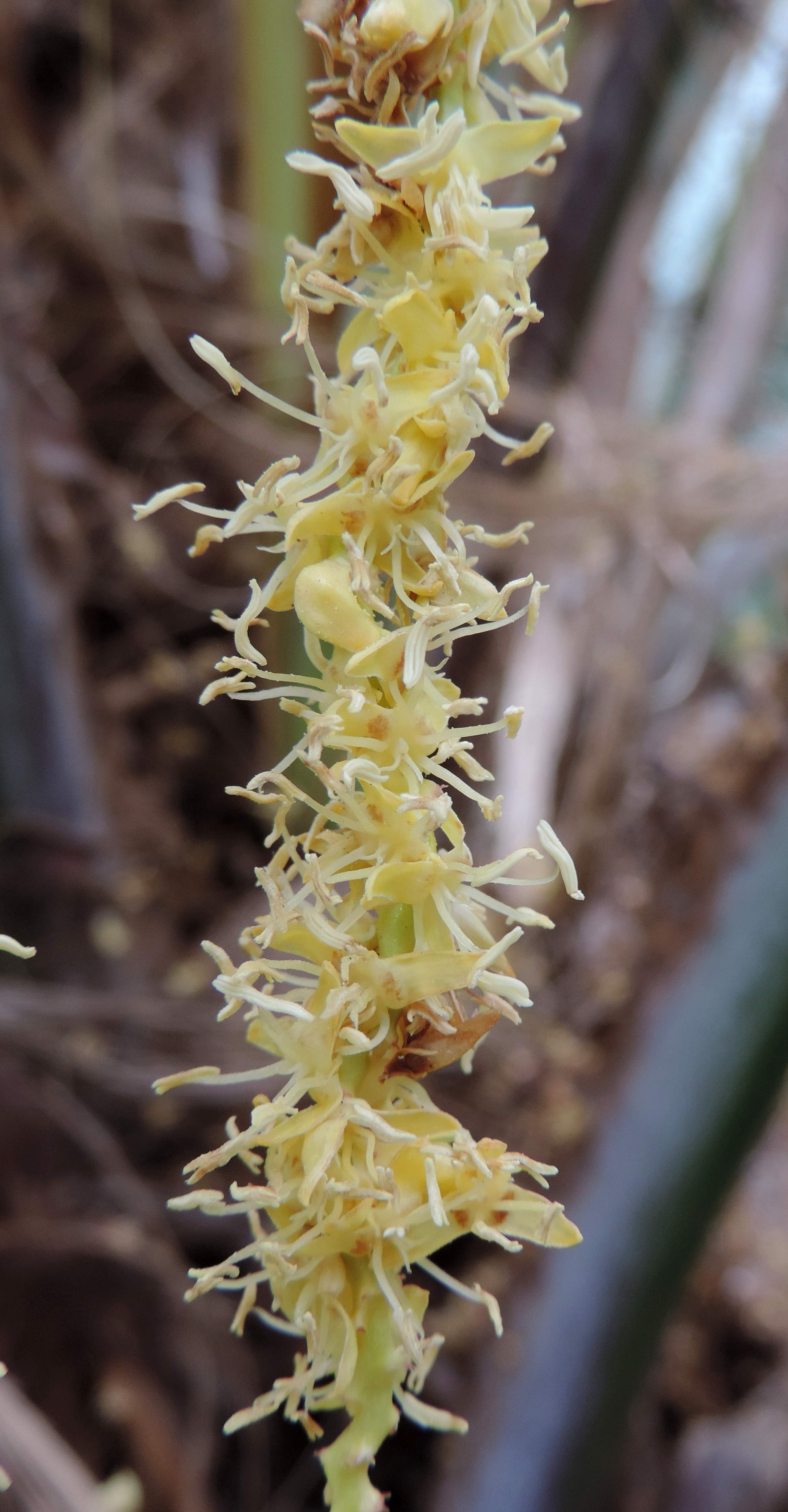
Соцветие
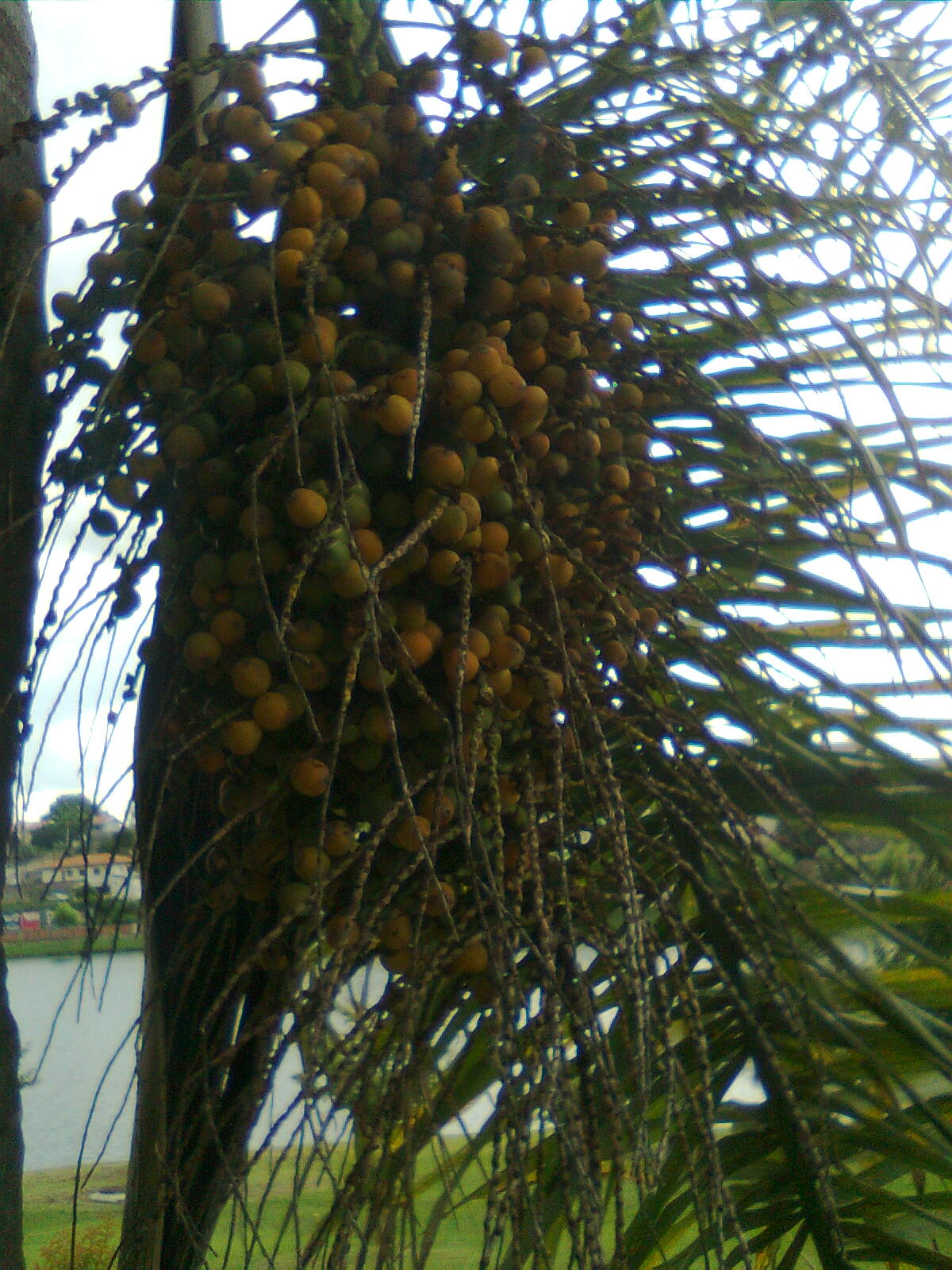
Зрелые плоды
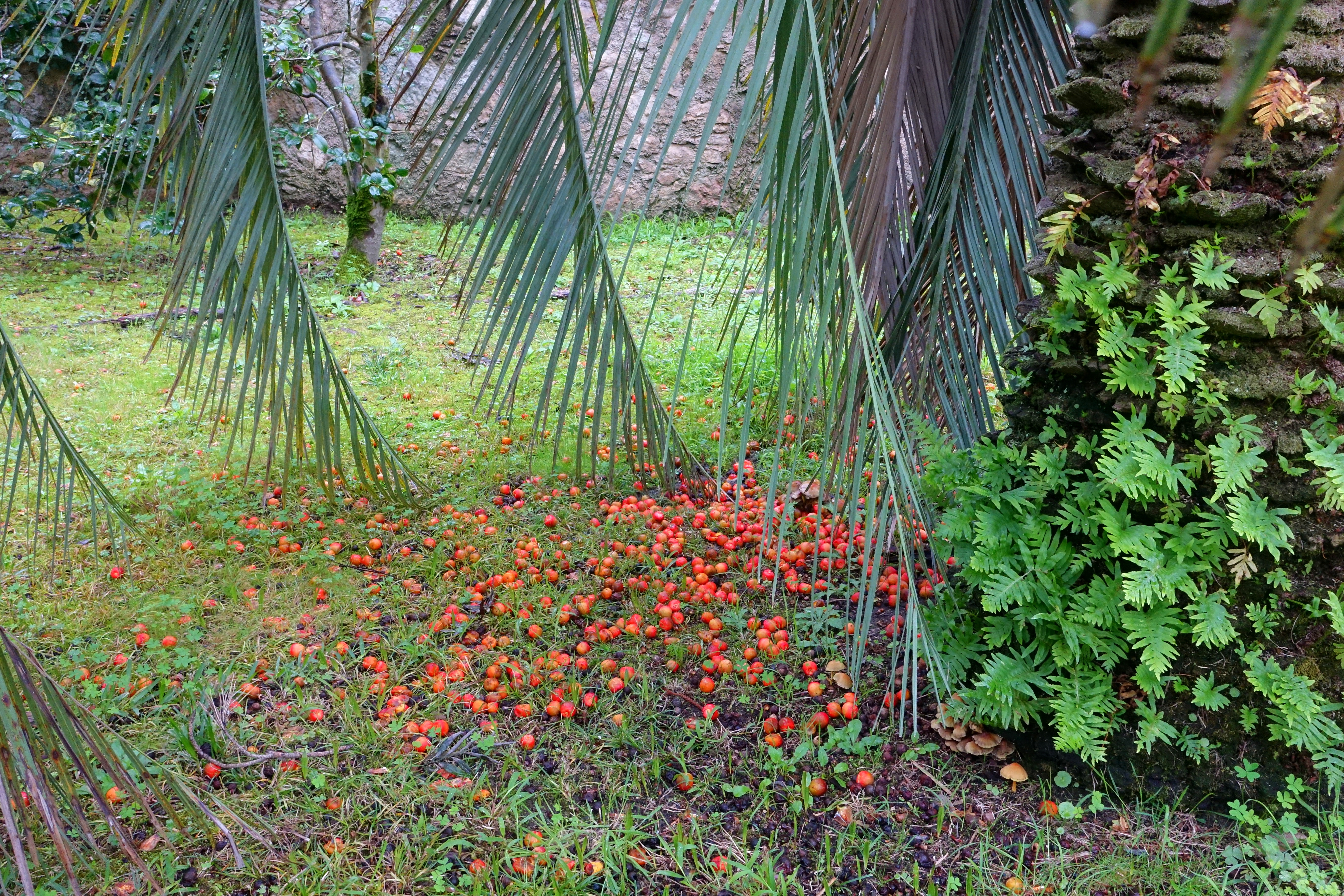
Осыпавшиеся плоды